# Янівський район
Янівський район (з 1946 року — Івано-Франківський) — колишній район Львівської області, центром якого було містечко Янів (з 1946 року — селище Івано-Франкове).

## Історія
10 січня 1940 року політбюро ЦК КП(б)У обговорило питання про утворення районів у Львівській області УРСР. Зокрема ухвалено створити Янівський район центром якого стало місто Янів.
Однак вже у 1941 році радянські війська залишили район і він перейшов під контроль німців. 25 липня 1944 року радянські війська увійшли в Янів, в районі повторно була відновлена комуністична влада.
У 1946 році районний центр було перейменовано на смт. Івано-Франкове, а район, відповідно, став Івано-Франківським районом Львівської області. 30 грудня 1962 року постановою президії Верховної Ради УРСР було укрупнено сільські райони до розмірів територій виробничих колгоспно-радгоспних управлінь, тож район було ліквідовано, а його територія увійшла до складу Яворівського району Львівської області.

## Територія Янівського району
Янівський район було утворено 17 січня 1940 року із гмін Городоцького повіту Бялоґура, Вішенка, Домажир, Лозіна і Мшана. До району входили села Жорниська, Ясниська, Кожичі, Домажир, Дубровиця, Лозина, Ставки, Зелів, Страдч, Рясна-Руська та інші.
13 лютого 1940 року РНК УРСР прийняв постанову про виселення сіл, відведених під Львівський артполігон. Виселялися села Міхалейки, Верещиця, Березяки, І Заязд Янівського району.

## Янівський райком КП(б)У
Янівський райком КП(б)У було утворено у січні 1940 року, однак вже у червні 1941 року він тимчасово припинив свою діяльність. Її він поновив вже у 1944 році, однак вже як Івано-Франківський районний комітет КП(б)У. У грудні 1962 його було ліквідовано у зв'язку з приєднанням району до Яворівського.
До структури Янівського (Івано-Франківського) райкому КП(б)У входили: Бюро (загальний відділ), організаційно-інструкторський відділ (з 1949 року — відділ партійних, профспілкових та комсомольських організацій), сектор партійної статистики, відділ пропаганди і агітації, сільськогосподарський відділ, військовий відділ, відділ по роботі серед жінок, відділ кадрів.

## Діяльність ОУН таУПАна території Янівського району
Мережу ОУН на території Янівського повіту розпочали створювати ще у 1938 році, робота продовжилась і після створення Янівського району. Її діяльність не збігалась з територією Янівського району, часто виходила за його межі. Зокрема у 1939–1940 роках мережею ОУН керував Йосиф Гнип, під керівництвом якого проводилась робота з підготовки антирадянського повстання з початком радянсько-німецької війни (збір зброї і амуніції, наради активу з питань визначення тактики дій у конкретній ситуації, вербування бійців).
Наприкінці квітня — на початку травня 1940 року підпілля було викрито, на той момент у ньому перебувало 13 осіб, середній вік 25—30 років. 20 травня 1940 року був заарештований Йосип Гнип. Після цього тільки у селі Жорниська було арештовано 14 активістів ОУН. У січні 1941 року львівський суд виніс вирок Йосипу Гнипу та ще 6 бойовикам ОУН — розстріл, решту було засуджено на тривалі терміни ув'язнення.
Втім, повністю підпільну мережу ОУН так і не вдалось розгромити і вона продовжила свою діяльність у період німецької окупації. Зокрема спочатку у селі Жорниська, а потім, восени 1941–1942 років у інших селах Янівського району було створено осередки «ОУН-Юнацтва».
У роки війни на території району діяв курінь «Холодноярців», яким командував курінний «Град». Курінь складався із двох сотень, першою з них командував «Глухий» Володимир Гуль, другою — «Грізний».
Перша сотня, сформована 1943 року, переважно дислокувалася в районі янівських лісів, на захід від Львова. Майже всі її бійці були уродженцями Львівщини. Сотня Володимира Гуля («Глухий», «Чугайстер») у різний час налічувала від кількох десятків до 300 бойовиків. За німецької окупації вона мала декілька сутичок з німцями, які однак не були значними і не потягли за собою людських жертв. В цей час сотня переважно дислокувалася у північних лісистих районах Яворівщини. У села Янівського повіту вона приходила епізодично на тимчасовий постій і для поповнення продовольства. У квітні 1944 р. за вказівкою повітового проводу ОУН усі чоловіки, які раніше були у підпіллі, приєдналися до сотні «Чугайстера-Глухого». Переважно поповнення прибувало із сіл Янівського району — Кожичів, Ясниськ, Зелова і Жорниськ.
У липні 1944 року сотня мала сутичку з червоними партизанами, а в серпні біля сіл Скварів і Балиська з частинами радянської армії. У січні-лютому 1945 року радянські спецслужби завдали серйозного удару підпіллю Янівського району, заарештувавши декількох чільних його учасників, серед них Петра Демчишина і Костянтина Колодія, а потім і деяких бійців сотні «Чугайстра-Глухого». Посилення репресій наприкінці 1945 року, особливо початку 1946 року спричинилися до розгрому основних кадрів сітки ОУН у Янівському районі. Задля конспірації чимало його активних учасників переїхало до Львова, де намагалися продовжувати боротьбу.